# Arcetri
Arcetri (e. arcètri) nevű kis dombos terület az olaszországi Firenze központjától délre terül el, a múltban az Amidei család birodalma volt.

## Története
Nevének eredete az „Arcis veteris de monis dal latigrecus” ősi erődítményre utal. Mindenesetre a legrégebbi dokumentum, amelyben először szerepel, egy 1083-as pergamen (Giovanni Lami idézte a 18. század közepén).
Számos történelmi épület található itt, mint például a ház, ahová Galileo Galileit bezárták (Villa Il Gioiello), a San Leonardo-templom, a San Matteo-kolostor, az Arcetri Asztrofizikai Obszervatórium és a villa, ahol Francesco Guicciardini meghalt.

## Földrajza
A név azt a területet jelöli, amely közvetlenül a Porta San Giorgio mellett kezdődik, a Belvedere-erőd mellett, és amely San Miniato és Poggio Imperiale között eléri a Santa Margherita a Montici és a Monteripaldi dombok lejtőit, az Ema völgye felé. Ezen a helyen halt meg Francesco Guicciardini (1540. május 22.) és Galileo Galilei tudós (1642. január 8.).

## Képgaléria

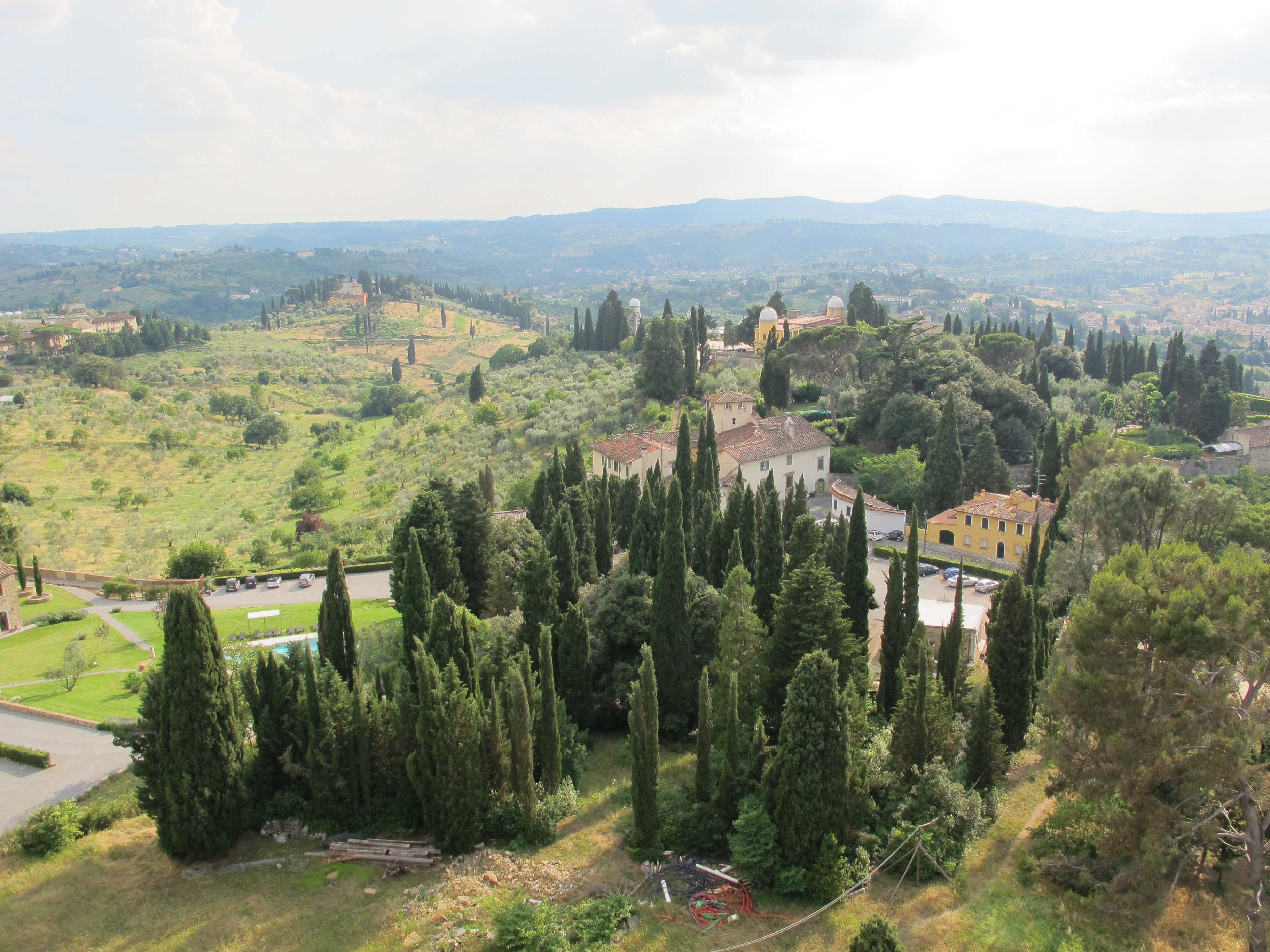
Kilátás a Torre del Gallóból
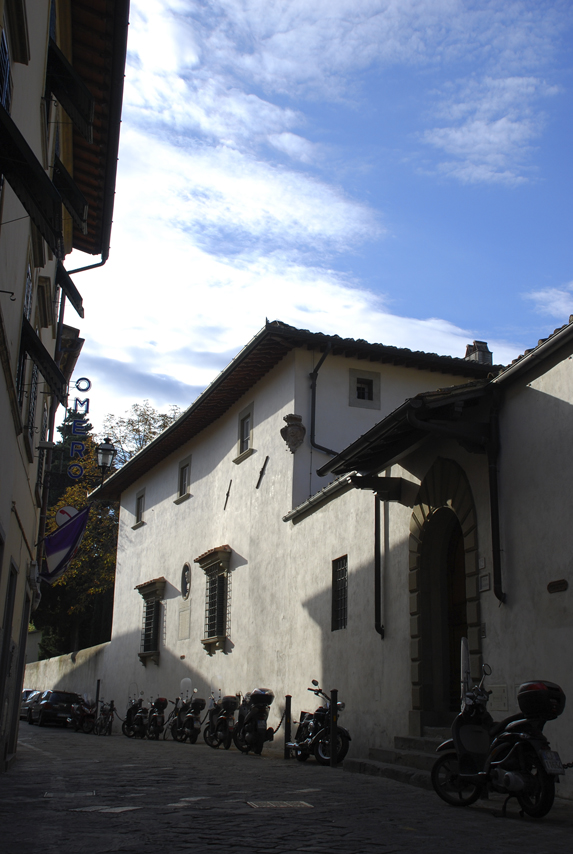
Villa Il Gioiello
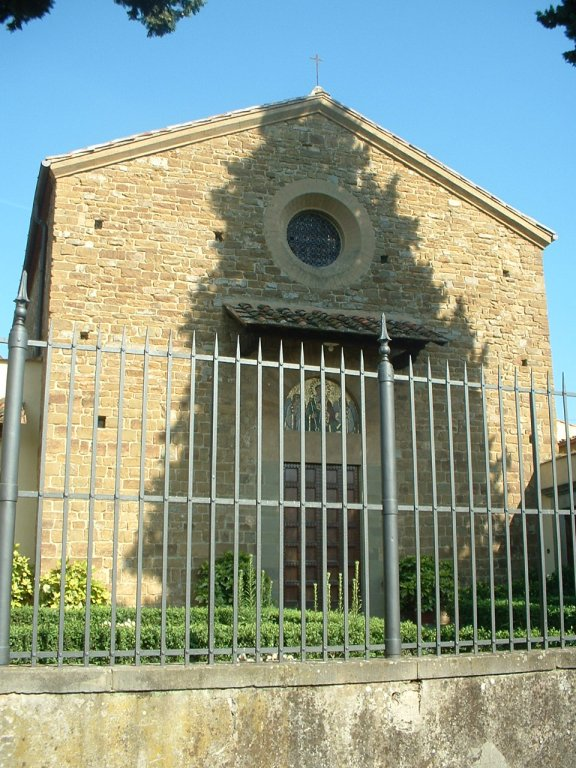
Chiesa di San Leonardo
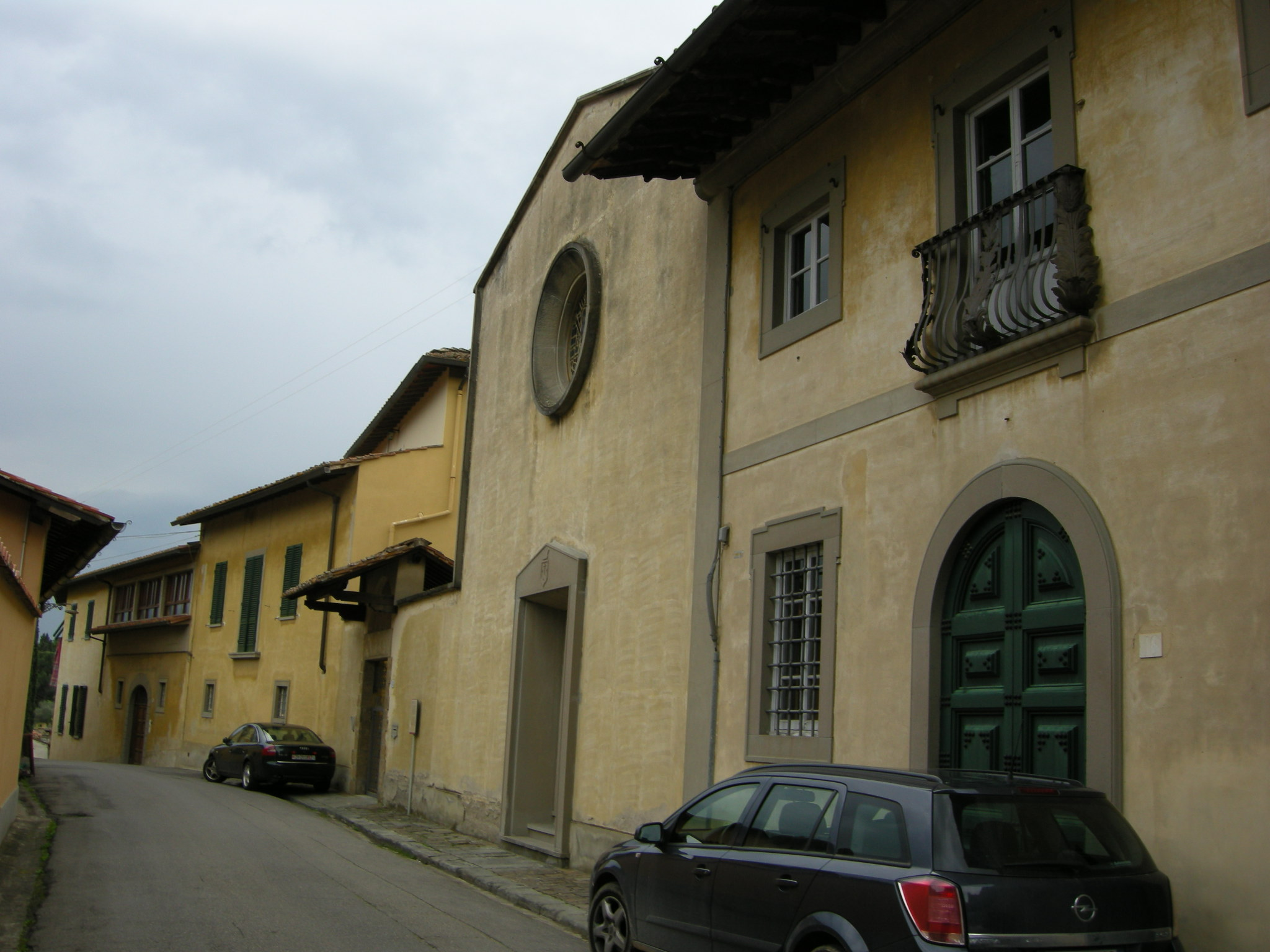
Convento di San Matteo
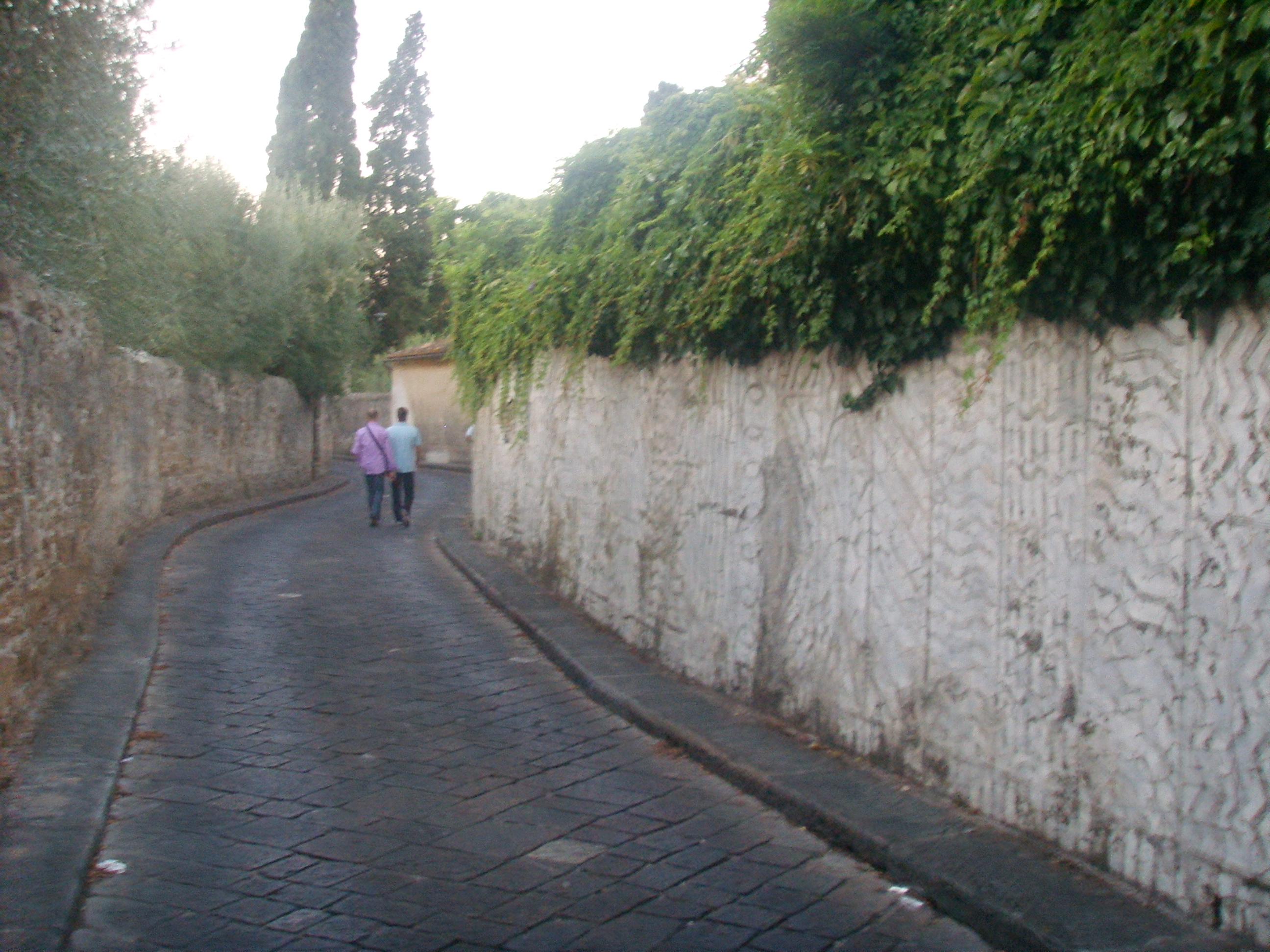
A Via San Leonardo, graffito-díszítésű falaival
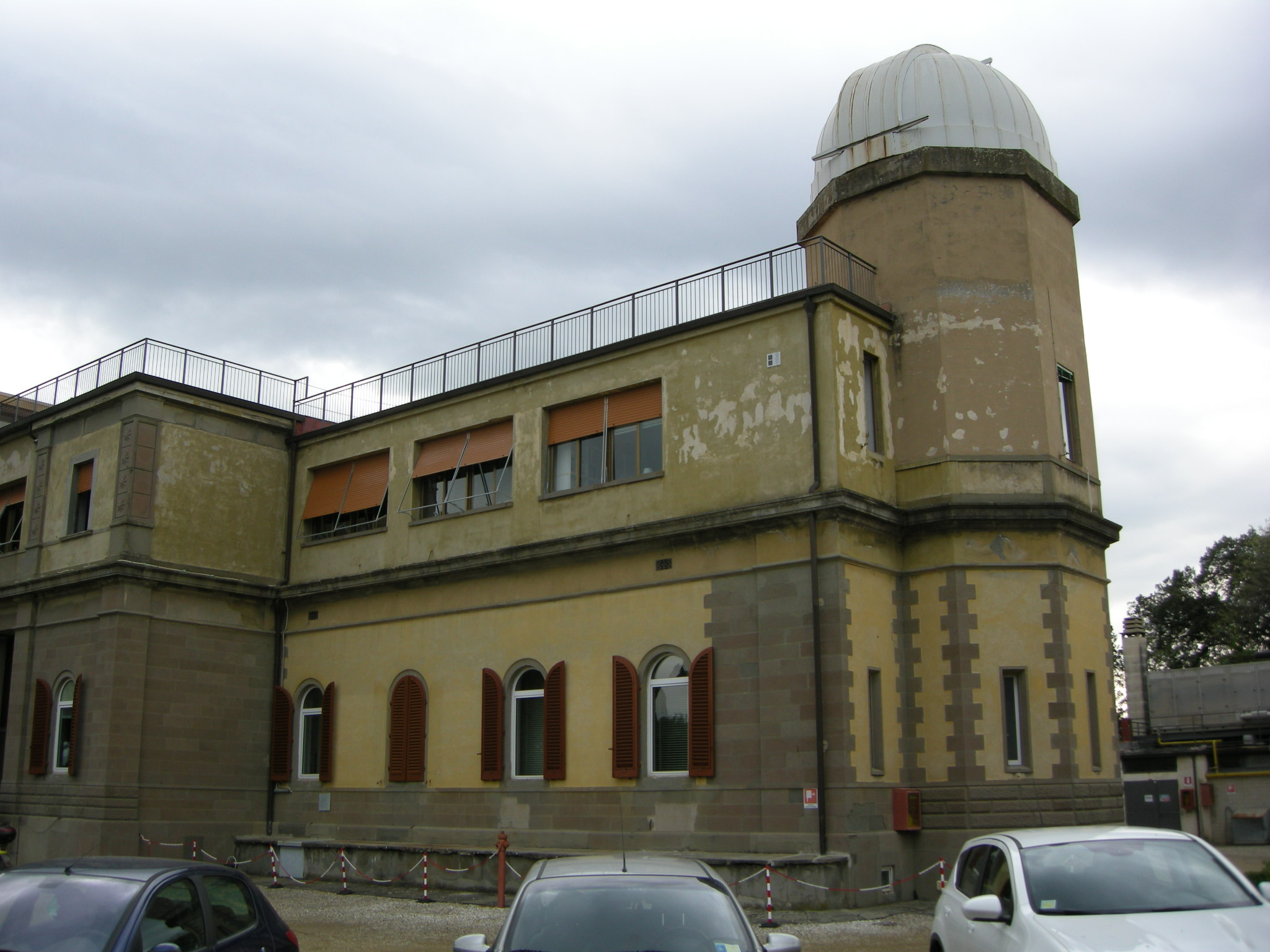
Osservatorio astrofisico di Arcetri

## Fordítás
- Ez a szócikk részben vagy egészben  az   Arcetri című olasz Wikipédia-szócikk ezen változatának fordításán alapul.  Az eredeti cikk szerkesztőit annak laptörténete sorolja fel. Ez a jelzés csupán a megfogalmazás eredetét és a szerzői jogokat jelzi, nem szolgál a cikkben szereplő információk forrásmegjelöléseként.

## Bibliográfia
- Ennio Guarnieri Gucci és Piero Bargellini (szerk.):  Le strade di Firenze. Firenze: Bonechi. ISBN no